# FC Flora Tallinn
FC Flora Tallinn er en estisk fodboldklub. Klubben har hjemme i Tallinn og er Estlands domminerende fodboldklub. Klubbens hjemmebane er A. Le Coq Arena.

## Titler

### Nationalt
Meistriliiga
- - Vindere (15): 1993-94, 1994-95, 1997-98, 1998, 2001, 2002, 2003, 2010, 2011, 2015, 2017, 2019, 2020, 2022, 2023 [2]
  - Andenplads (7): 1992-93, 1995-96, 1996-97, 2000, 2007, 2008, 2021

Cup (Eesti Karikas)
- - Vindere (10): 1994–95, 1997–98, 2007–08, 2008–09, 2010–11,2011-12, 2012–13, 2015–16,2019-2020,2020-21,
  - Andenplads (9): 2001, 2003, 2006,2009,2016,2017, 2010, 2018,2021

Super Cup
- - Vindere (10): 1998, 2002, 2003, 2004, 2009, 2011, 2012, 2014, 2016,2020
  - Andenplads (5): 1999, 2006, 2010,2018,2021

## Historiske slutplaceringer
| Sæson   | Niveau | Liga         | Placering | Kilde  |
| ------- | ------ | ------------ | --------- | ------ |
| 1997-98 | 1.     | Meistriliiga | 1.        | [ 3 ]  |
| 1998    | 1.     | Meistriliiga | 1.        | [ 4 ]  |
| 1999    | 1.     | Meistriliiga | 3.        | [ 5 ]  |
| 2000    | 1.     | Meistriliiga | 2.        | [ 6 ]  |
| 2001    | 1.     | Meistriliiga | 1.        | [ 7 ]  |
| 2002    | 1.     | Meistriliiga | 1.        | [ 8 ]  |
| 2003    | 1.     | Meistriliiga | 1.        | [ 9 ]  |
| 2004    | 1.     | Meistriliiga | 3.        | [ 10 ] |
| 2005    | 1.     | Meistriliiga | 4.        | [ 11 ] |
| 2006.   | 1.     | Meistriliiga | 3.        | [ 12 ] |
| 2007    | 1.     | Meistriliiga | 2.        | [ 13 ] |
| 2008    | 1.     | Meistriliiga | 2.        | [ 14 ] |
| 2009    | 1.     | Meistriliiga | 4.        | [ 15 ] |
| 2010    | 1.     | Meistriliiga | 1.        | [ 16 ] |
| 2011    | 1.     | Meistriliiga | 1.        | [ 17 ] |
| 2012    | 1.     | Meistriliiga | 3.        | [ 18 ] |
| 2013    | 1.     | Meistriliiga | 4.        | [ 19 ] |
| 2014    | 1.     | Meistriliiga | 3.        | [ 20 ] |
| 2015    | 1.     | Meistriliiga | 1.        | [ 21 ] |
| 2016    | 1.     | Meistriliiga | 4.        | [ 22 ] |
| 2017    | 1.     | Meistriliiga | 1.        | [ 23 ] |
| 2018    | 1.     | Meistriliiga | 3.        | [ 24 ] |
| 2019    | 1.     | Meistriliiga | 1.        | [ 25 ] |
| 2020    | 1.     | Meistriliiga | 1.        | [ 26 ] |
| 2021    | 1.     | Meistriliiga | 2.        | [ 27 ] |
| 2022    | 1.     | Meistriliiga | 1.        | [ 28 ] |
| 2023    | 1.     | Meistriliiga | 1.        | [ 29 ] |
| 2024    | 1.     | Meistriliiga | 4.        | [ 30 ] |

## Klubfarver
- Grøn/hvid

| FC Flora | FC Flora |

## Nuværende trup
Pr. 9. april 2025.
| Nr. | Land    | Position | Spiller           |
| --- | ------- | -------- | ----------------- |
| 4   | Estland | FO       | Marco Lukka       |
| 6   | Estland | FO       | Robert Veering    |
| 9   | Estland | AN       | Rauno Alliku      |
| 5   | Estland | FO       | Andreas Vaher     |
| 7   | Estland | AN       | Danil Kuraksin    |
| 10  | Estland | MI       | Markus Poom       |
| 11  | Estland | AN       | Rauno Sappinen    |
| 15  | Estland | MI       | Oliver Cekredzi   |
| 16  | Estland | FO       | Erko Tougjas      |
| 17  | Estland | AN       | Gregor Roivassepp |
| 18  | Estland | MI       | Remo Valdmets     |

| Nr. | Land    | Position | Spiller           |
| --- | ------- | -------- | ----------------- |
| 20  | Estland | AN       | Sergei Zenjov     |
| 21  | Estland | AN       | Andero Kaares     |
| 24  | Estland | FO       | Oscar Pihela      |
| 13  | Estland | AN       | Nikita Mihhailov  |
| 26  | Estland | FO       | Kristo Hussar     |
| 23  | Estland | FO       | Mihhail Kolobov   |
| 28  | Estland | FO       | Sander Tovstik    |
| 29  | Estland | AN       | Sander Alamaa     |
| 30  | Estland | MI       | Tristan Teeväli   |
| 22  | Estland | AN       | Mark Anders Lepik |
| 33  | Estland | MM       | Evert Grünvald    |
| 52  | Estland | MI       | Nikita Kalmokov   |
| 77  | Estland | MM       | Kristen Lapa      |
| 78  | Estland | FO       | Mark Hendrik Kukk |
| 80  | Estland | MI       | Roland Lukas      |
| 89  | Estland | MI       | Maksim Kalimullin |
| 99  | Estland | MM       | Kaur Kivila       |